# خوانيتا جينينغز
خوانيتا جينينغز (بالإنجليزية: Juanita Jennings)‏ هي ممثلة أمريكية، ولدت في 12 سبتمبر 1952.

## وصلات خارجية
- خوانيتا جينينغز على موقع IMDb (الإنجليزية)
- خوانيتا جينينغز على موقع قاعدة بيانات الفيلم (الإنجليزية)